# Azafranal
Azafranal ist eine Ortschaft im Departamento La Paz im südamerikanischen Anden-Staat Bolivien.

## Lage im Nahraum
Azafranal ist der zweitgrößte Ort im Cantón Desaguadero im Municipio Desaguadero in der Provinz Ingavi. Die Ortschaft liegt einen Kilometer entfernt vom Ufer des Titicacasees und 7 Kilometer von der Grenze zu Peru entfernt, auf einer Höhe von 3855 m am südlichen Seeabschnitt „Wiñaymarka“.

## Geographie
Azafranal liegt zwischen den Anden-Gebirgsketten der Cordillera Occidental und der Cordillera Oriental im andinen Trockenklima des Altiplano und war in den vergangenen drei Jahrtausenden von deutlichen Wasserspiegel-Schwankungen des Sees betroffen. Das Klima ist ein typisches Tageszeitenklima, bei dem die Temperaturunterschiede im Tagesverlauf deutlicher ausfallen als im Jahresverlauf.
Die Jahresdurchschnittstemperatur beträgt knapp 8 °C (siehe Klimadiagramm Desaguadero), die Monatswerte schwanken nur unwesentlich zwischen 5 °C im Juni/Juli und 9 °C von November bis März. Der mittlere Jahresniederschlag beträgt etwa 670 mm und fällt vor allem in den Monaten Dezember bis März mit monatlich 100 bis 150 mm, von Mai bis August herrscht eine Trockenzeit mit Monatsniederschlägen unter 15 mm.

## Verkehrsnetz
Azafranal de Huancollo liegt in einer Entfernung von 103 Straßenkilometern westlich der Hauptstadt des Departamentos, La Paz.
Von La Paz führt die asphaltierte Nationalstraße Ruta 2 in westlicher Richtung 31 Kilometer bis El Alto, von dort die Ruta 1 über 72 Kilometer nach Südwesten über Laja und Tiawanacu weiter nach Guaqui. Von dort sind es auf der Ruta 1 noch einmal 11 Kilometer bis Yanari, zwei Kilometer bis San Juan de Huancollo und weitere fünf Kilometer bis Azafranal.

## Bevölkerung
Die Einwohnerzahl der Ortschaft ist in dem Jahrzehnt zwischen den beiden letzten Volkszählungen nur wenig angestiegen:
| Jahr | Einwohner         | Quelle       |
| ---- | ----------------- | ------------ |
| 1992 | keine Detaildaten | Volkszählung |
| 2001 | 569               | Volkszählung |
| 2012 | 593               | Volkszählung |
| 2024 |                   | Volkszählung |

Die Region weist einen hohen Anteil an Aymara-Bevölkerung auf, im Municipio Guaqui sprechen 87,9 Prozent der Bevölkerung Aymara.